# Zingui
Zingui est un village du Cameroun situé dans la région du Sud et le département de l'Océan, sur la route qui relie Akom II à Kribi. Il fait partie de la commune de Niété.

## Population
En 1967, la population était de 440 habitants, principalement des Boulou. Lors du recensement de 2005, on y dénombrait 490 personnes.

## Infrastructures
La localité dispose notamment d'un établissement scolaire public et d'une mission protestante.